# スター・ウォーズ・ローンチ・ベイ
スター・ウォーズ・ローンチ・ベイ (Star Wars Launch Bay) とは、ディズニーパークにあるアトラクション。アトラクション名の通り、映画『スター・ウォーズ』をテーマとしている。

## このアトラクションが存在するパーク
- ディズニーランド（ディズニーランド・リゾート）
- ディズニー・ハリウッド・スタジオ（ウォルト・ディズニー・ワールド・リゾート）
- 上海ディズニーランド（上海ディズニーリゾート）

## 概要
2015年8月に行われたD23 エキスポにおいて、ディズニーランドとディズニー・ハリウッド・スタジオにスター・ウォーズ・ローンチ・ベイをオープンさせることを発表した。これはウォークスルータイプのアトラクションであり、中ではスター・ウォーズの小道具の展示や、キャラクターとのグリーティング、関連グッズの販売などを行っている。ディズニーランドでは2015年11月16日、ディズニー・ハリウッド・スタジオでは2015年12月4日にオープンし、その後上海ディズニーランドでもオープンすることが発表され、パークのオープンと同じ2016年6月16日にオープンした。